# Léon van Bon
Pour les articles homonymes, voir Bon.
Léon van Bon, né le 28 janvier 1972 à Asperen, est un coureur cycliste néerlandais. Il obtient la médaille de bronze du championnat du monde sur route à Saint Sébastien en 1997.

## Carrière

### Un des meilleurs espoirs néerlandais
Léon van Bon naît à Asperen aux Pays-Bas. Il déménage à Apeldoorn alors qu'il n'a qu'un an et demi. Il commence le cyclisme à l'âge de dix ans et remporte plusieurs courses dès sa première année. Il fait partie des meilleurs jeunes à la fin des années 1980, et prend la seconde place du championnat du monde juniors de la course aux points disputé en Angleterre en 1990. En 1992, il participe aux Jeux olympiques de Barcelone où il remporte la médaille d'argent lors de la course aux points. Après avoir remporté 42 victoires chez les espoirs, il passe professionnel en 1994. Dès sa première année, il remporte une étape du Tour DuPont aux États-Unis.

### Un coureur de classique majeur
Léon van Bon ne tarde pas à confirmer en prenant une cinquième place lors du Gand-Wevelgem après avoir remporté une étape de Tirreno-Adriatico. À la fin des années 1990, il devient un acteur majeur des classiques et des sprints en étant battu de peu par Laurent Brochard lors du championnat du monde de 1997. Les années suivantes le voient remporter la HEW Cyclassic en 1998, année où il gagne la neuvième étape du Tour de France. Deux ans plus tard, il remporte une nouvelle étape du Tour de France, lors de la 6e étape, réglant au sprint un petit groupe de onze coureur qui termine avec près de neuf minutes d'avance sur le peloton à l'arrivée à Tours. Il gagne alors avec le maillot de Champion des Pays-Bas sur route, remporté quelques jours plus tôt.

### Une fin de carrière aux services des jeunes
À la fin de l'année 2007, son contrat n'est pas renouvelé. Il quitte le ProTour le 22 octobre 2007. L'année suivante, il décide de signer dans l'équipe sino-néerlandaise Trek-Marco Polo qui engage des jeunes coureurs de pays sans tradition cycliste. Il en devient le capitaine de route en compagnie de Bart Brentjens. Il parcourt le monde avec l'équipe qui court dans les épreuves exotiques. En 2010, il redevient amateur avec son équipe avant de redevenir professionnel en 2011. Il encadre les premiers coureurs éthiopiens et érythréens professionnels. En 2011, il remporte les Six jours de Rotterdam avec Danny Stam.
Après sa carrière de coureur, il travaille dans le secteur du cyclisme en tant que photographe et rédacteur.

## Palmarès sur route

### Par année
| - 1989 - Champion des Pays-Bas sur route juniors - 1990 - Champion des Pays-Bas sur route juniors - Trois Jours d'Axel : - Classement général - 1re étape - Classement général du Tour du Basse-Gaulaine - 1991 - 1re étape du Grand Prix François-Faber - 2e du championnat des Pays-Bas du contre-la-montre - 3e de Liège-Bastogne-Liège espoirs - 1992 - Grand Prix de Waregem - Prologue de l'Olympia's Tour - 6e étape du Tour de l'Avenir - 2e de l'Olympia's Tour - 1993 - 7e étape du Tour de l'Avenir - 2e du Circuit du Houtland - 3e de Liège-Bastogne-Liège espoirs - 1994 - Tour de la Haute-Sambre - 2e du Circuit des Ardennes flamandes - Ichtegem - 1995 - 7e étape du Tour DuPont - 2e du Circuit Mandel-Lys-Escaut - 3e du Tour de Suède - 3e du Grand Prix Jef Scherens - 1996 - 1re étape de Tirreno-Adriatico - 4e étape du Tour DuPont - Classement général de Vienne-Rabenstein-Gresten-Vienne - 2e du Tour du Haut-Var - 1997 - Circuit des Ardennes flamandes - Ichtegem - 18e étape du Tour d'Espagne - 2e de Veenendaal-Veenendaal - Médaillé de bronze au championnat du monde sur route - 9e de Paris-Tours - 1998 - HEW Cyclassics - 9e étape du Tour de France - Challenge de Majorque - 2e de la Coupe du Monde - 2e de la Nokere Koerse - 2e du Grand Prix de l'Escaut - 3e du Grand Prix de la côte étrusque - 3e du championnat des Pays-Bas sur route - 3e de Veenendaal-Veenendaal - 4e de Paris-Roubaix - 8e de la Classique de Saint-Sébastien | - 1999 - 1re étape du Prudential Tour - 2e du Grand Prix de Wallonie - 3e du Circuit Mandel-Lys-Escaut - 6e de Milan-San Remo - 6e de Paris-Roubaix - 6e de l'Amstel Gold Race - 8e de Paris-Tours - 9e de la Coupe du monde - 2000 - Champion des Pays-Bas sur route - 6e étape du Tour de France - Delta Profronde - 3e du Grand Prix de l'Escaut - 7e du Tour des Flandres - 2001 - Commerce Bank Lancaster Classic - Classement général du Tour des Pays-Bas - 2e de Gand-Wevelgem - 2002 - 4e étape du Tour de Suisse - 3e du Grand Prix Jef Scherens - 2003 - Veenendaal-Veenendaal - 3e étape du Tour d'Allemagne - 2004 - 3e étape de Paris-Nice - 5e étape du Tour des Pays-Bas - 4e du Tour des Flandres - 7e de Paris-Roubaix - 10e de la Coupe du monde - 2005 - Champion des Pays-Bas sur route - 3e du Tour de la Hainleite - 5e de Paris-Roubaix - 8e du Tour des Flandres - 2006 - 3e du Het Volk - 2007 - Nokere Koerse - 2008 - 3e étape du Tour de Kumano - 6e étape du Tour de Thaïlande - 2009 - 8e étape du Tour de Corée |

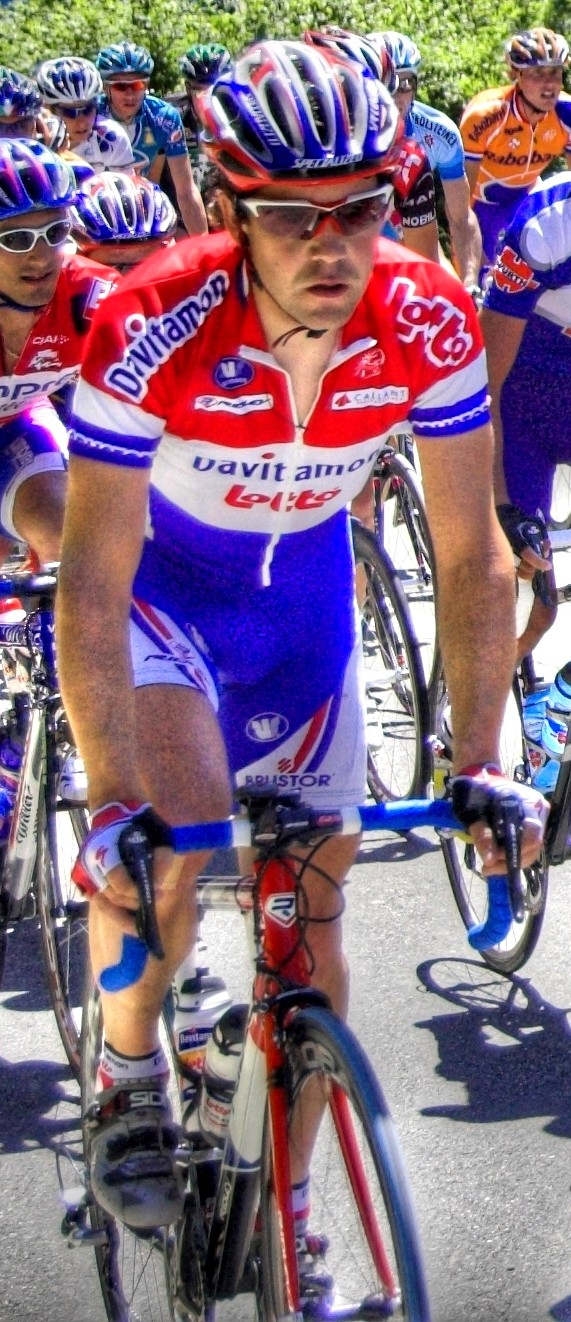
Léon van Bon au Tour de Suisse 2006

### Résultats sur les grands tours

#### Tour de France
10 participations
- 1994 : non-partant (12e étape)
- 1995 : abandon (12e étape)
- 1996 : abandon (7e étape)
- 1997 : non-partant (7e étape)
- 1998 : 63e, vainqueur de la 9e étape
- 1999 : abandon (10e étape)
- 2000 : abandon (15e étape), vainqueur de la 6e étape
- 2002 : 129e
- 2003 : 132e
- 2005 : abandon (8e étape)

#### Tour d'Italie
1 participation
- 2007 : abandon (6e étape)

#### Tour d'Espagne
3 participations
- 1997 : 77e, vainqueur de la 18e étape
- 1998 : abandon (14e étape)
- 2005 : 97e

### Classements mondiaux
| Année              | 2005 | 2006 | 2007 | 2008 | 2009 | 2010 |
| ------------------ | ---- | ---- | ---- | ---- | ---- | ---- |
| Classement ProTour | 75e  |      |      |      |      |      |
| UCI Asia Tour      |      |      |      | 145e | 195e | 323e |

## Palmarès sur piste

### Jeux olympiques
- Barcelone 1992
  -  Médaillé d'argent de la course aux points

### Championnats du monde juniors
- 1990
  -  Médaillé d'argent de la course aux points juniors

### Six Jours
- Six Jours d'Apeldoorn : 2009 (avec Robert Bartko et Pim Ligthart)
- Six Jours de Rotterdam : 2011 (avec Danny Stam)

### Championnats nationaux
| - 1988 - Champion des Pays-Bas de vitesse débutants - Champion des Pays-Bas de poursuite débutants - 1989 - Champion des Pays-Bas de vitesse juniors - Champion des Pays-Bas de poursuite juniors - Champion des Pays-Bas de la course aux points juniors - 1990 - Champion des Pays-Bas de vitesse juniors - Champion des Pays-Bas de la course aux points juniors | - 1991 - Champion des Pays-Bas de la course aux points amateurs - 1992 - Champion des Pays-Bas de la course aux points amateurs - 2e du championnat des Pays-Bas de poursuite amateurs - 1994 - 2e du championnat des Pays-Bas de course aux points |

## Distinctions
- Cycliste espoirs néerlandais de l'année : 1993
- Cycliste néerlandais de l'année : 1997